# The Basin (Rottnest Island)
The Basin ist eine Bucht im Nordosten von Rottnest Island, die zum australischen Bundesstaat Western Australia gehört. Sie ist ein beliebter Ort zum Schwimmen.

## Geographie
The Basin ist 330 Meter breit und 80 Meter tief. Sie öffnet sich nach Norden. Östlich der Bucht liegt der Strand Pinky Beach und westlich die Bucht Longreach Bay.
Die Bucht hat einen 220 Meter langen, öffentlich zugänglichen Sandstrand.